# El Centro de la Edad Media

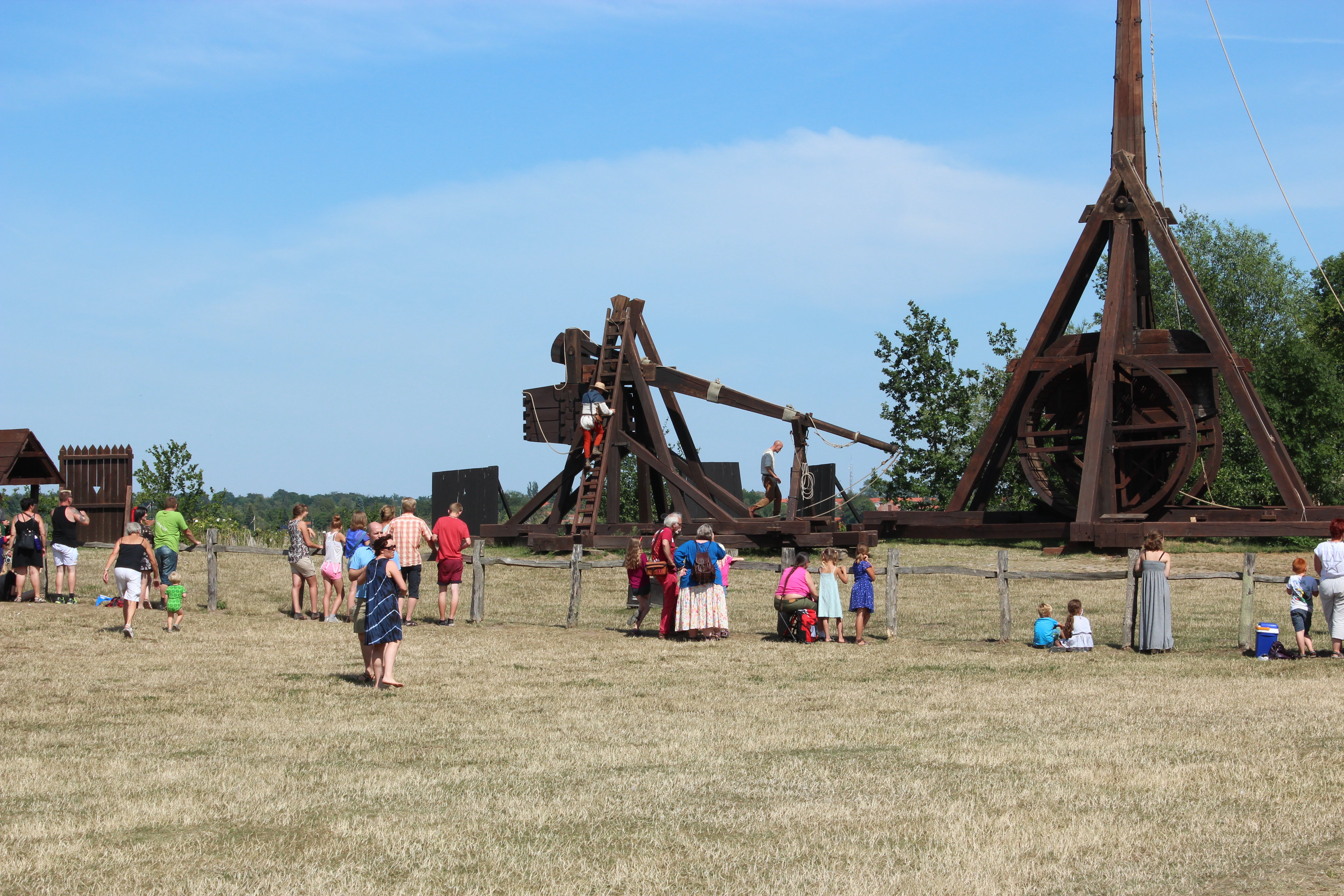
Fundíbulos en El Centro de la Edad Media.

El Centro de la Edad Media, (Middelaldercentret en danés) es un museo al aire libre en Nykøbing Falster en Dinamarca que consiste en la reproducción de una ciudad de mercado hacia el 1400.
El museo tiene el fundíbulo más grande del mundo.